# وزارة محمود فوزي الرابعة
وزارة محمود فوزي الرابعة هي الوزارة الحادية والتسعون في تاريخ مصر والرابعة في عهد أنور السادات وتشكلت في 19 سبتمبر 1971. وهي الوزارة التي تشكلت في أعقاب إعلان الدستور الدائم لجمهورية مصر العربية.:78:80

## أعضاء الحكومة
| الوزارة                                                                               | الوزير               |
| ------------------------------------------------------------------------------------- | -------------------- |
| رئيس مجلس الوزراء                                                                     | محمود فوزي           |
| نائب أول لرئيس مجلس الوزراء ووزيراً للصناعة والبترول والثروة المعدنية                  | عزيز صدقي            |
| نائب رئيس مجلس الوزراء ووزير للثقافة والإعلام                                         | محمد عبد القادر حاتم |
| نائب رئيس مجلس الوزراء للزراعة والري ووزيراً للزراعة والإصلاح الزراعي واستصلاح الأراضي | سيد مرعي             |
| نائب رئيس مجلس الوزراء ووزير الخارجية                                                 | محمود رياض           |
| الحربية                                                                               | محمد صادق            |
| الداخلية                                                                              | ممدوح سالم           |
| الخزانة                                                                               | عبد العزيز حجازي     |
| الاقتصاد والتجارة الخارجية والتموين والتجارة الداخلية بالنيابة                        | محمد عبد الله مرزبان |
| التخطيط                                                                               | السيد جاب الله السيد |
| التربية والتعليم                                                                      | محمد حافظ غانم       |
| الأوقاف وشئون الأزهر                                                                  | عبد العزيز كامل      |
| شئون رئاسة الجمهورية                                                                  | محمد أحمد محمد       |
| الصحة والشئون الاجتماعية بالنيابة                                                     | أحمد السيد درويش     |
| القوى العاملة                                                                         | عبد اللطيف بلطية     |
| التعليم العالي                                                                        | محمد مرسي أحمد       |
| الكهرباء                                                                              | أحمد سلطان           |
| الإسكان والمرافق                                                                      | علي السيد محمد       |
| النقل والمواصلات                                                                      | سليمان عبد الحي      |
| الري                                                                                  | محمد عبد الرقيب      |
| السياحة                                                                               | إبراهيم نجيب         |
| العدل                                                                                 | محمد سلامة           |
| النقل البحري                                                                          | الفريق / محمود حمدي  |
| الدولة لشئون الإنتاج الحربي                                                           | محمد إبراهيم سليم    |
| الدولة لشئون مجلس الوزراء                                                             | أحمد عصمت عبد المجيد |
| الدولة لشئون الطيران المدني                                                           | أحمد نوح             |
| الدولة للبترول والثروة المعدنية                                                       | علي والي             |
| الدولة للشئون الخارجية                                                                | محمد مراد غالب       |

## تعديلات
- في 30 سبتمبر 1971: صدر قرار بتولي حافظ غانم تصريف أمور وزارة الشباب الملغاة.
- في 1 نوفمبر 1971: صدر قرار بتعيين محمد أحمد محمد وزير شئون رئاسة الجمهورية بدرجة نائب رئيس وزراء.
- في 16 نوفمبر 1971: صدر قرار بتعيين عائشة راتب وزير للشئون الاجتماعية.
- في 24 ديسمبر 1971: توفي الفريق محمود حمدي وزير النقل البحري.